# Andrés Silvera
Pour les articles homonymes, voir Silvera.
Néstor Andrés Silvera (né le 14 mars 1977 à Comodoro Rivadavia en Argentine) est un joueur argentin de football.

## Biographie
Silvera commence sa carrière en 1994  dans l'équipe locale de la Comisión de Actividades Infantiles, où il jouera en division inférieure pendant trois ans avant de partir pour le  Huracán en Division I. Après une saison, il partira à l'Unión.
En 2001, Silvera signe à l'Independiente. Lors de l'Apertura 2002, il les aidera à gagner leur premier titre depuis la Clausura 1994. Il finira meilleur buteur cette année-là avec 16 buts.
En 2003, Silvera partira au Mexique aux Tigres, où il deviendra également meilleur buteur de la Clausura 2004.
En 2006, il retourne en Argentine à San Lorenzo et remportera la Clausura 2007.
En 2009, Silvera retourne à l'Independiente, avec qui il a joué entre 2001 et 2003.

## Titres
| Saison        | Club          | Titre                      |
| ------------- | ------------- | -------------------------- |
| Apertura 2002 | Independiente | Primera Division Argentina |
| Clausura 2007 | San Lorenzo   | Primera Division Argentina |

- Vainqueur de la Copa Sudamericana en 2010 avec le CA Independiente

## Individuel
- Meilleur buteur, Primera Division Argentina :  Apertura 2002.

- Meilleur buteur, Primera División de México : Clausura 2004.